# New England (Dakota del Nord)
New England è un centro abitato (city) degli Stati Uniti d'America, situato nella Contea di Hettinger, nello Stato del Dakota del Nord. Nel censimento del 2000 la popolazione era di 555 abitanti. La città è stata fondata nel 1887.

## Geografia fisica
Secondo i rilevamenti dell'United States Census Bureau, la località di New England si estende su una superficie di 1,30 km², tutti occupati da terre.

## Popolazione
Secondo il censimento del 2000, a New England vivevano 555 persone, ed erano presenti 155 gruppi familiari. La densità di popolazione era di 427 ab./km². Nel territorio comunale si trovavano 220 unità edificate. Per quanto riguarda la composizione etnica degli abitanti, il 98,20% era bianco, lo 0,54% era nativo, lo 0,36% proveniva dall'Asia e lo 0,90% apparteneva a due o più razze. La popolazione di ogni razza ispanica rappresentava lo 0,36% della popolazione.
Per quanto riguarda la suddivisione della popolazione in fasce d'età, il 20,7% era al di sotto dei 18, il 4,3% fra i 18 e i 24, il 20,4% fra i 25 e i 44, il 30,5% fra i 45 e i 64, mentre infine il 24,1% era al di sopra dei 65 anni di età. L'età media della popolazione era di 48 anni. Per ogni 100 donne residenti vivevano 88,8 maschi.